# Bicașu, Mureș
Bicașu este un sat în comuna Hodac din județul Mureș, Transilvania, România.